# Germanisches Nationalmuseum
Pour les articles homonymes, voir GNM.
Le Germanisches Nationalmuseum ou GNM (en français, Musée national germanique) est un musée situé à Nuremberg en Allemagne. Fondé en 1852, il abrite une importante collection relative à la culture et à l'art germaniques, allant de l'époque préhistorique jusqu'à nos jours. Avec un fonds d'environ 1,2 million de pièces, le Germanisches Nationalmuseum est le musée d'histoire culturelle allemande le plus vaste du monde.
Anciennement dénommé Germanisches Museum, il a été fondé sous l'impulsion du baron franconien Hans von und zu Aufseß, dont le but était de rassembler une « collection bien ordonnée de toutes les sources matérielles disponibles concernant l'histoire, la littérature et l'art allemands ». Le nom Germanisches est à comprendre dans le contexte de l'époque : une première tentative d'unification de l'Allemagne avait échoué en 1848 et l'idée était de présenter l'unité culturelle des peuples de langue allemande.
Les bâtiments intègrent les restes de l'ancienne chartreuse de Nuremberg, dissoute en 1525 et utilisée à diverses fins profanes jusqu'à ce que ses restes, alors très endommagés, soient légués en 1857 au musée.

## Collection

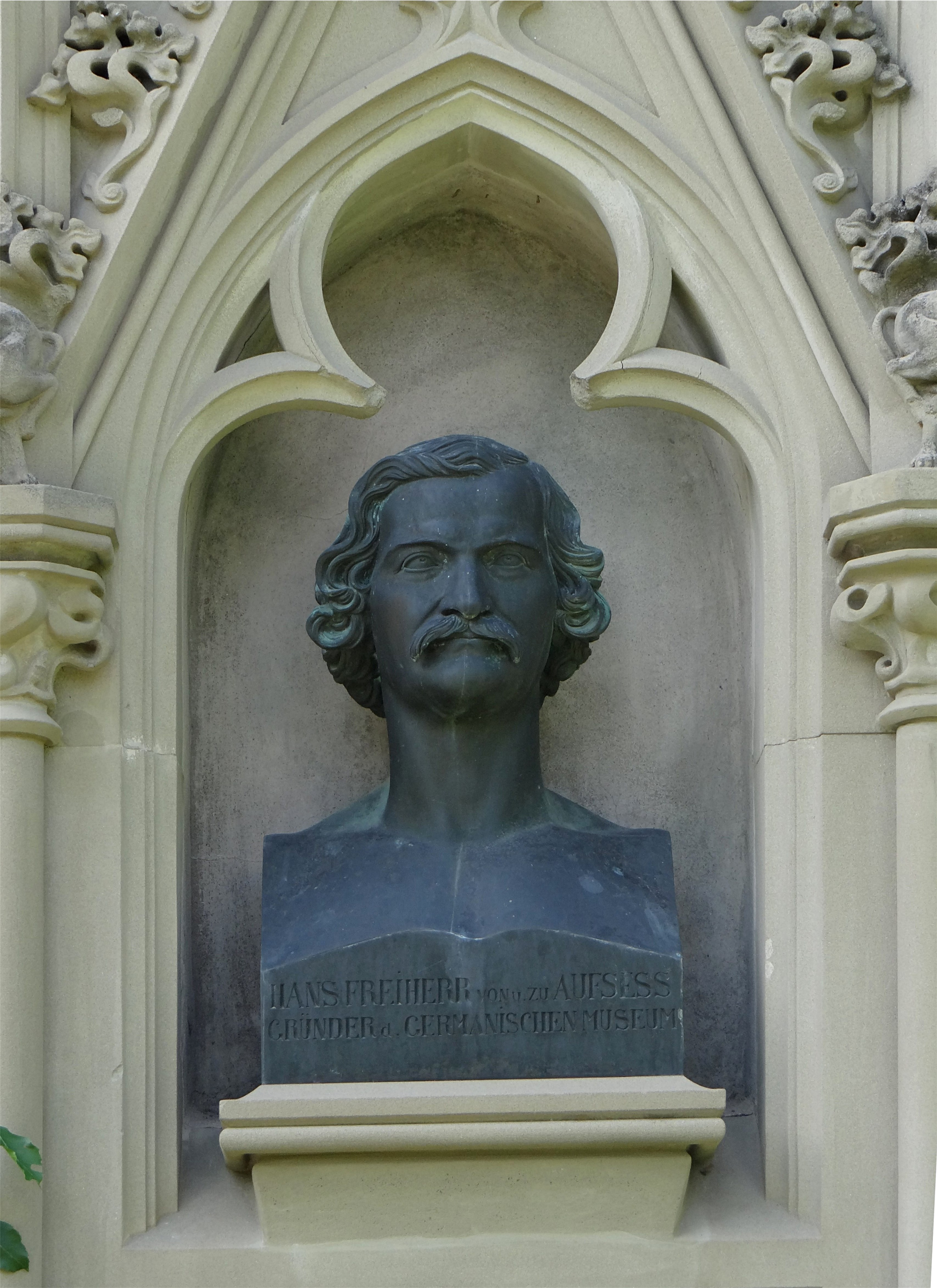
Buste de Hans Freiherr von und zu Aufsess, façade de l'église paroissiale évangélique luthérienne d'Aufseß.

- un fragment du Drap de saint Géréon (d), la plus ancienne tapisserie européenne encore existante.
- Le Portrait de Barbara Holper, partie gauche d'un diptyque d'Albrecht Dürer (dont la partie droite, représentant Albrecht Dürer l'Ancien est conservée à la Galerie des Offices à Florence)
- La Victoire de Charlemagne, 1518, d'Albrecht Altdorfer
- Saint Florian, v. 1520, d'Albrecht Altdorfer[1]
- Vierge à l'Enfant avec sainte Anne, de Michael Wolgemut (vers 1510)
- Erdapfel, une des dernières représentations cartographiques du monde avant la découverte de l'Amérique par Christophe Colomb
- L'Archange Raphaël et Tobias de Veit Stoss
- L'empereur Charlemagne et l'empereur Sigismond (1513), d'Albrecht Dürer
- Germania de Philipp Veit
- Couple mal assorti de Lucas Cranach l'Ancien
- La croix des Ardennes (IXe siècle)
- Autoportrait avec un gorgerin de Rembrandt

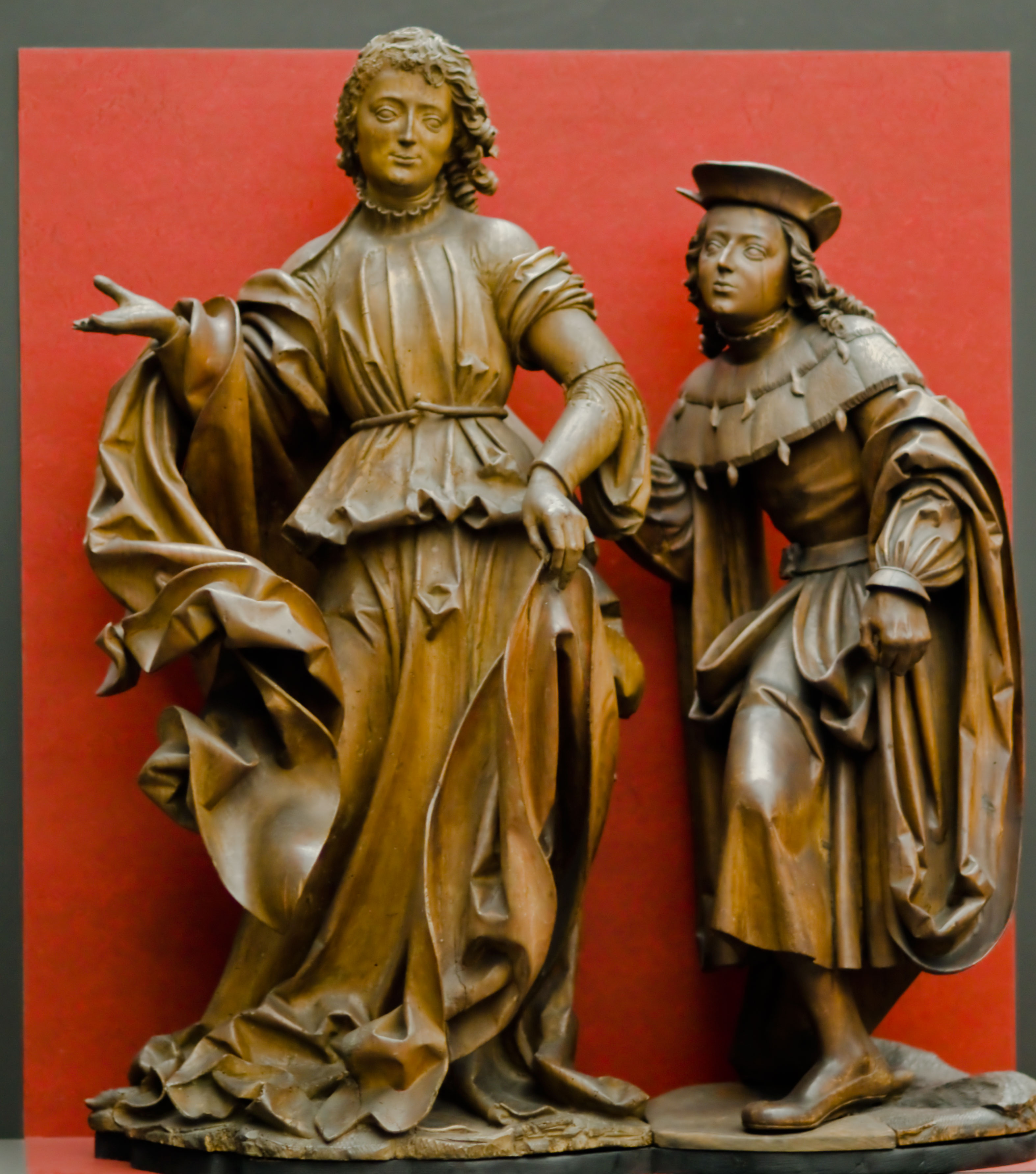
L'Archange Raphaël et Tobias.